# Beksa (singel)
Beksa – singel Artura Rojka wydany w lutym 2014 przez Kayax. Utwór promuje pierwszą solową płytę muzyka – Składam się z ciągłych powtórzeń. Piosenka zadebiutowała od razu na 1. miejscu Listy Przebojów Programu Trzeciego, na którym przebywała trzy tygodnie z kolei.

## Lista utworów
| 1. | "Beksa" Radio Edit | 3:47  |
|    |                    |       |
|    |                    | 03:47 |
|    |                    |       |

## Notowania
| Lista                                | Pozycja |
| ------------------------------------ | ------- |
| Lista Przebojów Trójki               | 1       |
| Lista Przebojów Radia Nysa FM        | 1       |
| Lista Przebojów All About Music      | 1       |
| TOP-15 – Wietrzne Radio Chicago      | 2       |
| UWUEMKA Olsztyn                      | 1       |
| Lista Przebojów Radia Merkury Poznań | 4       |
| Złota Trzydziestka – Radio Koszalin  | 7       |
| Aferzasta Lista Przebojów            | 14      |
| NRD Eska Rock                        | 18      |

## Teledysk
26 lutego 2014 w serwisie YouTube opublikowano wideoklip w reżyserii Michała Brauma, w produkcji Imagepro. Za zdjęcia, zrealizowane m.in. w Areszcie Śledczym i Okręgowym Inspektoracie Służby Więziennej w Krakowie, odpowiada Karol Łakomiec. W obrazie pojawiają się: Patryk Kawala, Iwona Rogala, Lech Korusiewicz, Szymon Bujak, Kacper Wrona i Artur Rojek.